# Фуснес
Фуснес (норв. Fosnes) — коммуна в губернии Нур-Трёнделаг в Норвегии. Административный центр коммуны — деревня Дун на острове Йёа. Официальный язык коммуны — букмол. Население коммуны на 2007 год составляло 687 чел. Площадь коммуны Фуснес — 544,86 км², код-идентификатор — 1748.

## История населения коммуны
Население коммуны за последние 60 лет.